# Victorio Maximiliano Pereira Páez
Victorio Maximiliano "Maxi" Pereira Páez (Montevideo, Uruguai, 8 de juny del 1984) és un futbolista professional uruguaià que actualment juga de lateral dret al SL Benfica de la Lliga Sagres portuguesa. Pereira, també juga per la selecció de l'Uruguai des del 2005.
El 31 de maig de 2014 va entrar a la llista definitiva de seleccionats per disputar la Copa del Món de Futbol de 2014 al Brasil.